# Muneyuki Kaneshiro
Muneyuki Kaneshiro (金城宗幸?; 1987) è un fumettista giapponese.

## Opere
- Dragon Collection - Ryuu o Suberumono (2011-2012, solo testi)
- As the Gods Will (2011-2016, solo testi)
- Billion Dogs (2013-2017, solo testi)
- Invisibile Joe (2014-2015, solo testi)
- Bokutachi fa Yarimashita (2015-2017, solo testi)
- Michigaeuru (one-shot, 2015, solo testi)
- Grashros (2017-2018, solo testi)
- Jagaaaaan (2017 - in corso, solo testi)
- Blue Lock (2018 - in corso, solo testi)